# Ben Rutledge
Ben Rutledge, född den 9 november 1980 i Cranbrook i Kanada, är en kanadensisk roddare.
Han tog OS-guld i åtta med styrman i samband med de olympiska roddtävlingarna 2008 i Peking.